# Cantón de Les Trois-Moutiers
El cantón de Les Trois-Moutiers era una división administrativa francesa, que estaba situada en el departamento de Vienne y la región de Poitou-Charentes.

## Composición
El cantón estaba formado por catorce comunas:
- Berrie
- Bournand
- Curçay-sur-Dive
- Glénouze
- Les Trois-Moutiers
- Morton
- Pouançay
- Ranton
- Raslay
- Roiffé
- Saint-Léger-de-Montbrillais
- Saix
- Ternay
- Vézières

## Supresión del cantón de Les Trois-Moutiers
En aplicación del Decreto nº 2014-264 de 27 de febrero de 2014, el cantón de Les Trois-Moutiers fue suprimido el 22 de marzo de 2015 y sus 14 comunas pasaron a formar parte del nuevo cantón de Loudon.